# Mike Daski
Michael „Mike“ Daski (* 24. Mai 1929 in Winnipeg, Manitoba; † 23. Dezember 2021) war ein kanadischer Eishockeyspieler und -trainer, der auch in zahlreichen anderen Sportarten nennenswerte Erfolge vorweisen konnte.

## Karriere

### Als Spieler
Mike Daski begann seine Karriere als Eishockeyspieler bei den Winnipeg Black Hawks aus der Manitoba Junior Hockey League. Anschließend ging er nach Großbritannien, wo er zu den Ayr Raiders in die Scottish National League wechselte. Anschließend spielte er für die Harringay Racers in der English National League sowie die Kelowna Packers in der Okanagan Senior Hockey League.
In den folgenden Jahren spielte der Kanadier mit ukrainischen Wurzeln für die Philadelphia Palcons aus der Eastern Hockey League, die Earls Court Rangers aus der English National League und die Sydney Millionaires aus der Maritime Major Hockey League, sowie die Saint John Beavers aus der New Brunswick Senior Hockey League.
Später kehrte Daski nach Großbritannien zurück, wo er für die Paisley Pirates in der Scottish National League und die Brighton Tigers im Autumn Cup spielte. Mit dem HC Diavoli Rossoneri Milano belegte er 1954 in der Serie A den dritten Platz.
Zuletzt stand der in seiner kanadischen Heimat bei den Brandon Wheat Kings, in Deutschland beim EC Bad Tölz in der Eishockey-Oberliga, den HC Montana-Crans in der Schweiz, die Wembley Lions in der British National League und die Winnipeg Maroons unter Vertrag.

### Als Trainer
Als Trainer wurde Daski mit den Winnipeg Maroons kanadischer Amateurmeister. Vor allem in Deutschland arbeitete er lange Zeit. Dort stand er bei der TuS Holzkirchen unter Vertrag, mit der er in der Saison 1968/69 den Aufstieg in die Eishockey-Oberliga erreichte. Zudem war er in der Eishockey-Bundesliga für den Augsburger EV, den SC Riessersee und den EV Landshut als Cheftrainer aktiv. Mit SB Rosenheim wurde er Oberligameister. Zudem hatte er Engagements beim EHC 70 München, ESV Kaufbeuren, Berliner SC, EHC Straubing, SV Bayreuth, GEC Nordhorn, VER Selb, mit dem er in der Saison 1991/92 in die Oberliga aufstieg und dem ERSC Amberg.
In Österreich stand er beim HC Salzburg und dem EC Graz, in der Schweiz beim EHC Kloten und dem HC Montana, in den Niederlanden bei den Tilburg Trappers und dem Eaters Geleen, sowie in Italien beim HC Meran hinter der Bande. In seiner Zeit bei Meran wurde er zum Trainer des Jahres ernannt.

## Erfolge und Auszeichnungen
- 1954 Meister der BSHL mit den Brandon Wheat Kings

### Als Trainer
- 1966 Deutscher Meister mit dem EC Bad Tölz
- 1969 Meister der Regionalliga und Aufstieg in die Oberliga mit der TuS Holzkirchen
- 1992 Aufstieg in die Oberliga mit dem VER Selb
- Oberliga-Meister mit SB Rosenheim

## Karrierestatistik
(Legende zur Spielerstatistik: Sp oder GP = absolvierte Spiele; T oder G = erzielte Tore; V oder A = erzielte Assists; Pkt oder Pts = erzielte Scorerpunkte; SM oder PIM = erhaltene Strafminuten; +/− = Plus/Minus-Bilanz; PP = erzielte Überzahltore; SH = erzielte Unterzahltore; GW = erzielte Siegtore; 1 Play-downs/Relegation; Kursiv: Statistik nicht vollständig)

## Erfolge in weiteren Sportarten
- American Football
  - Isaac Newton Highschool: Provinzmeister
- Baseball
  - Elwood Giants: Kanadischer Juniorenmeister und kanadischer Jugendmeister
- Basketball
  - CUAC (Kanadisch-Ukrainischer Athletik Club): Kanadischer Juniorenmeister als Spieler (WHL)
  - CUAC (Kanadisch-Ukrainischer Athletik Club): Kanadischer Vizemeister als Trainer der Frauenmannschaft
- Curling
  - Montana: Schweizer Meister
- Fußball
  - EPAC Institute: Kanadischer Vizemeister